# 105 Геркулеса
105 Геркулеса (лат. 105 Herculis, HD 168532) — тройная звезда в созвездии Геркулеса на расстоянии приблизительно 912 световых лет (около 280 парсек) от Солнца.

## Характеристики
Первый компонент (HD 168532A) — оранжевый гигант спектрального класса K3III:Ba0,4, или K3III:Ba0,5, или K4Iab, или K4I, или K4II, или K5. Видимая звёздная величина звезды — +5,297m. Масса — около 4,683 солнечных, радиус — около 74,611 солнечных, светимость — около 1196,78 солнечных. Эффективная температура — около 4103 K.
Второй компонент (HD 168532B) — белый карлик. Орбитальный период — около 485,45 суток.
Третий компонент — коричневый карлик. Масса — около 47,47 юпитерианских. Удалён в среднем на 2,502 а.е..